# 350-ті до н. е.

## Події
- 359 до н. е. — початок правління в Персії царя Артаксеркса III;